# Çukurca (Pertek)
Çukurca ist ein Dorf (Köy) im Landkreis Pertek der türkischen Provinz Tunceli. Im Jahr 2011 lebten in Çukurca 140 Menschen.